# Percy Tham (ingenjör)
Percy Harry Tham, född den 28 juni 1906 i Skärvs församling, Skaraborgs län, död den 20 december 1980 i Stockholm, var en svensk ingenjör. Han var son till Harry Tham.
Tham avlade studentexamen 1924, studerade spanska och ryska vid Handelshögskolan i Stockholm 1927–1931, avlade avgångsexamen vid Kungliga Tekniska högskolan 1928 och reservofficersexamen 1930. Han promoverades till teknologie doktor 1939. Tham blev löjtnant i Väg- och vattenbyggnadskåren 1933, kapten där 1941, major 1959 och överstelöjtnant 1966.Han var konstruktör i Vattenbyggnadsbyrån 1930–1937, förste statskartograf i Rikets allmänna kartverk 1937, byråchef där 1938–1954, verkställande direktör i Airborne Mapping 1953–1956, i Kartkonsult 1957, konsult för Liberian American Swedish Mining Company i Liberia från 1956, expert för Förenta nationerna i Mexiko 1966 och i Indien 1969–1971. Tham var docent i fotogrammetri vid Kungliga Tekniska högskolan 1940–1973. Han blev riddare av Nordstjärneorden 1942. Tham vilar i minneslund på Norra begravningsplatsen utanför Stockholm.